# A833 road
Die A833 road ist eine A-Straße in der schottischen Council Area Highland. Sie beginnt westlich von Drumnadrochit am Abzweig von der A831 und führt über Moorland und durch Streusiedlungen zur Einmündung in die A862 südlich von Beauly. Damit stellt sie in der Verkehrsbeziehung zwischen dem Great Glen und den nordöstlich gelegenen Teilen der Highlands eine westliche Umgehung von Inverness dar.

## Verlauf
Ihren Ausgangspunkt hat die A833 in der kleinen Ortschaft Milton westlich von Drumnadrochit am Westufer von Loch Ness, wo sie von der A831 abzweigt. Sie führt zunächst steil ansteigend und kurvig aus dem Glen Urquhart nach Norden. Ab der Wasserscheide verläuft sie über das offene Moorland nördlich von Drumnadrochit, in dem sich lediglich einzelne Streusiedlungen entlang der Straße befinden. Allmählich senkt sich die Straße dann in das Glen Convinth ab, das vom Belladrum Burn, einem Zufluss des River Beauly, durchflossen wird. Erst wenige Kilometer vor dem Ende der A833 wird die Besiedlung entlang der Straße dichter. Über die nach Westen abzweigende C1108 ist Kiltarlity an die A833 angebunden, der Hauptort der Parish of Kiltarlity and Convinth, zu der auch die weiteren Streusiedlungen entlang der A833 gehören. Bei Brochies Corner mündet die A833 in die A862, über die in Richtung Osten Inverness und Richtung Norden Beauly und Dingwall erreicht werden können.